# Monarca lluent
El monarca lluent (Myiagra alecto) és un ocell de la família dels monàrquids (Monarchidae).

## Hàbitat i distribució
Habita zones amb arbusts a prop de l'aigua, pantans i manglars des de les illes Moluques septentrionals (Morotai), cap al sud fins Obi a Nova Guinea, incloent la major part de les illes properes; Nova Irlanda i Duc de York; nord i nord-est d'Austràlia.